# Adham Al-Quraishi
Adham Mohammad Salem Al-Quraishi (Arabic: أدهم القريشي; nacido el 7 de marzo de 1995) es un Jordano profesional futbolista quién juega como a lateral para Liga Profesional Jordana lado Al-Hussein y el Selección nacional de Jordania.

## Carrera del club

### Al-Wehdat
Nacido en Zarqa, Al-Quraishi comenzó su carrera en Al-Wehdat.

### Al-Sal
El 5 de noviembre de 2019, Al-Quraishi pasó del Al-Wehdat al Al-Salt[1]. Fue uno de los principales contribuyentes a la campaña del Al-Salt en la Copa AFC, además de terminar tercero en la temporada 2021 de la Pro League jordana.

### Al-Hussein
El 6 de enero de 2022, Al-Quraishi se mudó de Al-Salt a Al-Hussein.
Se convirtió en uno de los principales artífices de que el Al-Hussein conquistara el primer trofeo de la Pro League jordana en la temporada 2023-24, además de participar en la AFC Champions League Two la temporada siguiente.
El 24 de julio, Al-Quraishi renovó su contrato con Al-Hussein por dos años